# 法典

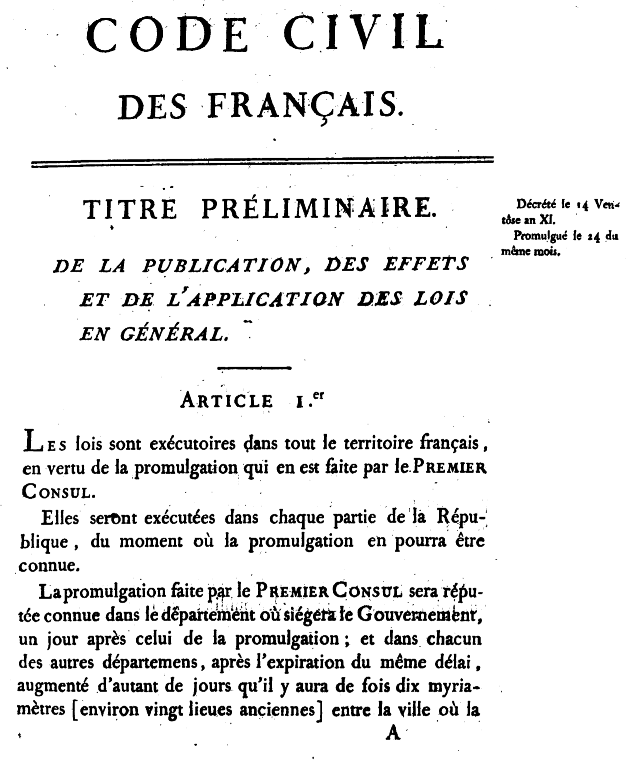
1804年拿破仑法典原版的第一页

法典 （拉丁語：codex）是指详细而全面记述一个法律体系的所有法律的，或是某个法律体系内关于某一方面的所有法律的成文法。历史上，各古文明的法律大多使用法典纪录。在近代，西方法学经常按照法典在一个法律体系中的重要性把该体系分类。法典占主导地位的一般称民法体系。法典占辅助地位，而不成文法为基础或主体的，一般称普通法体系。

## 歷史沿革
最著名的早期法典是古巴比伦的《汉穆拉比法典》，诞生于公元前18世纪，原碑现藏巴黎罗浮宫。比汉穆拉比更早的现存法典还有里辟伊士他法典（前19世紀）、伊施嫩納法典（前20世紀）、吾珥南模法典（前22世紀），以及制定于公元前2400年左右、在埃卜拉城（在叙利亚）发现的古档案中的泥版。
欧洲现在的民法体制可以追溯到公元前5世纪罗马人的早期法典《十二铜表法》，而罗马法最著名和最有影响力的法典是公元6世纪的查士丁尼法典。可是这两部法典都有局限性：《十二铜表法》只概括了基本法律原则，而实际执行的法律则是由法官从这些原则上推断出来；查实丁尼法典虽然在后世影响巨大，但在当时只在东罗马有效执行，在西罗马没有发展成法律传统。随着东罗马帝国的衰败，这一传统在欧洲也失去了影响力。欧洲近代的编纂运动始于十五世纪以后，随着民族国家的崛起，欧陆国家开始把发展独立法制视为主权的象征。到了十九世纪上半叶，几部重要的欧陆法典相继问世，包括《拿破仑法典》即法国民法典，《民事诉讼法典》、《商法典》、《刑事诉讼法典》、《刑法典》，《德国民法典》和《瑞士民法典》
在東亞，公元前5世纪战国时期，魏相李悝（前455年－前395年）编纂的《法经》，是亞洲最早出现的较系统的法典。至於中国的近代法典的源头是公元652年的《唐律疏议》，其后各朝基本循唐制，只是後來蒙古因為統治範圍廣大，在各地發布了憲法性的《成吉思汗法典》，而中式法典最终发展到清朝的《大清律例》，成为全面、完整，囊括现代刑法和民法的法典。直到近代，中国周边国家的法律制度大多受中国法典影响。日本是最早编纂西方式法典的亚洲国家。在明治维新过程中，日本推行了以德国民法为模范的《日本民法典》。辛亥革命前后，受西方法学影响，中国开始改革法律体制，编纂了《大清民律草案》和《中华民国民法》，并从此逐渐发展为大陆法系或社会主义法系国家。
在英美法系区域中，由于采用的是判例法，法典的使用相对较少。普通法国家的法典编纂可以分为两种。在一些国家，受欧陆传统的影响，法典代替了一些方面的普通法，如美国一些州有各自的刑法典，以及较统一的商法典。美洲和澳洲的一些法律区域也有完整的刑法典和程序法典。另一方面，一些英美法系区域把普通法编纂成册，也称之为法典，例如加利福尼亚州的民法。可是此类成文法没有一般意义上法典的内部逻辑性，而只是松散的罗列了现有法律。
国际上也在努力编纂或起草使各个法系国家比较能接受的国际公法、国际私法、关于仲裁、货物销售的法律。

### 引用
1. ↑   Chisholm, Hugh (编). .  6 (第11版). London: Cambridge University Press: 632–634. 1911.

## 外部連結
- Codex Iustinianus Site The Roman Law Library
- Code of Laws of the United States of America （页面存档备份，存于） (US Code) law.cornell.edu
- Napoleonic Code （页面存档备份，存于） napoleon-series.org
- contemporary French law codes （页面存档备份，存于） legifrance.gouv.fr
- Louisiana Civil Code legis.state.la.us
- Connecticut General Statutes (2013 Ed.) cga.ct.gov